# Gorgonocephalus lamarckii
Gorgonocephalus lamarckii är en ormstjärneart som först beskrevs av Müller och Franz Hermann Troschel 1842.  Gorgonocephalus lamarckii ingår i släktet Gorgonocephalus och familjen medusahuvuden. Inga underarter finns listade i Catalogue of Life.